# Variant (schaken)
Een variant is een term uit het schaakspel. Het is een zettenreeks die vanuit een bepaalde stelling gespeeld kan worden.
Bij een analyse van een partij wordt meestal op één of meer punten een variant aangegeven, bijvoorbeeld op een moment waar een van beide spelers het beter had kunnen doen of waar een voor de hand liggende zet toch niet goed zou zijn geweest. Bij analyse van stelling, bijvoorbeeld een eindspel, wordt meestal een optimale zettenreeks aangeduid als hoofdvariant en mogelijke afwijkingen als variant. Daadwerkelijke zetten en hoofdvarianten worden doorgaans anders aangegeven dan zetten in varianten( bijvoorbeeld vetgedrukte versus normale letters).
In de openingstheorie heeft variant een wat andere betekenis. Het is daar een vaststaande zettenreeks, vaak met een eigen naam. Iedere opening heeft haar varianten en het schaakspel in zijn totaliteit kent er dan ook honderden en er komen er nog steeds nieuwe bij. Een bijzondere vorm van een variant is een gambiet, een vaststaande zettenreeks waarbij al vroeg in de opening materiaal aangeboden wordt in ruil voor een snelle ontwikkeling.
Veel grootmeesters hebben hun naam aan een variant verbonden, zo heeft de Nederlander Max Euwe er twee geanalyseerd, in de schaakopening Nimzo-Indisch komt de Euwe-variant voor met de zetten 1.d4 Pf6 2.c4 e6 3.Pc3 Lb4 4.Pf3 c5 5.d5 Pe4 en de Euwe-variant in de Dame-Indische opening luidt: 1.d4 Pf6 2.c4 e6 3.Pf3 b6 4.g3 Lb7 5.Lg2 Le7 6.0-0 0-0 7.b3
| 8 | rd |    | bd | qd | kd | bd |    | rd |
| 7 | pd | pd |    | pd |    | pd | pd | pd |
| 6 |    |    | nd |    |    | nd |    |    |
| 5 |    |    |    |    | pd |    |    |    |
| 4 |    |    |    | nl | pl |    |    |    |
| 3 |    |    | nl |    |    |    |    |    |
| 2 | pl | pl | pl |    |    | pl | pl | pl |
| 1 | rl |    | bl | ql | kl | bl |    | rl |
|   | a  | b  | c  | d  | e  | f  | g  | h  |

Een recente variant met subvarianten is geanalyseerd door de Russische grootmeester Jevgeni Svesjnikov in de Siciliaanse opening.
De hoofdvariant luidt: 1.e4 c5 2.Pf3 Pc6 3.d4 cd 4.Pd4 Pf6 5.Pc3 e5 (diagram)
Hieruit zijn zes subvarianten ontstaan:
- A: 6.Pbd5 d6 7. Lg5 a6 8. Pa3 b5 9. Pd5 Le7 10. Lxf6 Lxf6 11. c3 Lg5 12. Pc2
- B: 6.Pxc6 bxc6 7.Lc4 Lb4 8.Lg5 Lxc3 9.bxc3 Da5
- C: 6.Pf5 d5 7.exd5 Lxf5 8.dxc6 bxc6 9.Ld3 e4 10.Le2 Ld6 11.Lg5 h6 12.Lh4
- D: 6.Pde2 Lb4 7.a3 La5 8.Ld2 d5 9.exd5 Pxd5 10.Pxd5 Dxd5 11.Lxa5 Dxa5+
- E: 6.Pf3 Lb4 7.Lc4 0-0 8.0-0 d6 9.Pd5 h6 10.Pxb4 Pxb4 11.c3 Pc6
- F: 6.Pb3 Lb4 7.Lc4 d6 8.0-0 Le6

Deze subvarianten hebben ook weer varianten....en ze zijn nog niet allemaal geanalyseerd....